# 白彪
白彪（英語：Jason Lau，1946年7月24日—），原名劉國榮，暱稱彪叔，香港男演員，於1976年在佳藝電視劇集《射鵰英雄傳》及《神鵰俠侶》飾演郭靖而為人所認識。2021年，他憑劇集《香港愛情故事》「陳漢聲」一角於《萬千星輝頒獎典禮2020》奪得「最佳男配角」獎，亦是該獎項設立至今最年長（76歲）的得獎者。白彪的胞弟是香港著名武術指導兼演員劉允（魚頭允），武術師父則為已故演員林蛟。
白彪是香港電視史上其中一位曾服務所有有持續自製原創電視劇之電視台的大滿貫藝人。

## 背景
白彪出生於廣東省廣州市花都區，父親是一名毛衫機器師傅。3至4歲時隨家人遷居香港，在紅磡觀音廟旁的自建鐵皮屋、塘尾道舊樓以及牛頭角徙置區長大。他有11名兄弟姊妹，自己排行第8，曾就讀紅磡街坊會小學及其他位於九龍的小學，後轉到北角讀中學。在學時最愛修讀化學科，而且成績不錯。白彪就讀小學時期已幫補家計，以半工讀方式完成學業。14歲左右到位於青山道及新蒲崗的工廠任職打鈕門工人1年多。由於明白讀書的重要性，於是重回學校修讀中學課程。但由礙於成績不及格，以致未能中五畢業。
白彪長大後跟隨兄長從事維修織機工作，又被叔伯推薦到一家舞廳任職打手。後來從報紙上看到邵氏電影公司招考武師技能訓練班的廣告，於是在1968年聽從兄長建議報讀，結果獲得取錄，同期同學計有韓國材、楊澤霖、狄龍、陳觀泰、鄧光榮以及高雄等人。1969年起任職電影武師，隨劉家良班底接洽香港與台灣的電影。直至1972年轉投「長江影業」，簽約為旗下電影演員3年。1976年由任職電視台的朋友、電視劇監製林念萱介紹，加入佳藝電視，因劇集《射鵰英雄傳》及《神鵰俠侶》（參演《神鵰俠侶》時仍未跟佳藝電視簽約）飾演郭靖一角而大獲好評，其郭大俠形象更深入民心，以至廿年後無線電視重拍《神鵰俠侶》再找白彪飾演中年版郭靖，且得到廣泛成年觀眾受落和關注。
在佳藝電視結業後，白彪先回歸邵氏兄弟，再加入麗的電視，於1989年被電視台高層邀請轉至無綫電視，1990年全家移民加拿大多倫多，此後他不時返回香港工作。他於1995年在重拍的《神鵰俠侶》再次飾演郭靖，因此角而為中國內地觀眾熟悉。於2001年重返亞洲電視數年，曾經改藝名為白標。2008年，重返無綫電視拍攝《學警狙擊》，2012年轉投香港電視網絡。他近年多在中國內地拍攝電視劇，至2017年為了人情味回到香港為ViuTV拍攝電視劇《詭探》。
2019年5月與無綫簽部頭合約。2020年12月7日晚，白彪在無綫電視四線劇集《愛·回家之開心速遞》（20:00播出）、《使徒行者3》（20:30播出）、《踩過界II》（21:30播出）及《香港愛情故事》（22:30播出）均有參與演出，並於同一晚均有出場，被網民戲稱為「白彪之夜」。同年，他在劇集《香港愛情故事》飾演「陳漢聲」一角而受關注，並憑此劇奪得《萬千星輝頒獎典禮2020》「最佳男配角」獎，演技獲肯定。由於致謝詞太長，最後要司儀鄭裕玲煞停對白。

## 軼事
白彪小時候常逃學到李鄭屋邨的球場踢足球。現仍固定於每星期到楓樹街球場參與足球活動，擔任前鋒。他雖間中與明星足球隊參加足球賽事，然而不是香港明星足球隊的固定成員。

## 演出作品

### 香港電視劇集列表

#### 佳藝電視
- 1976年：《隋唐風雲》 飾 秦瓊
- 1976年：《射鵰英雄傳》 飾 郭靖
- 1976年：《神鵰俠侶》 飾 郭靖
- 1976年：《廣東好漢》 飾 洪熙官
- 1977年：《白髮魔女傳》飾 卓一航
- 1977年：《紅樓夢》 飾  賈雨村
- 1977年：《鹿鼎記》 飾  陳近南
- 1978年：《雪山飛狐》 飾 苗人鳳
- 1978年：《金刀情俠》
- 1978年：《名流情史》

#### 麗的電視/亞洲電視
- 1979年：《天龍訣》 飾 徐庭封
- 1981年：《馬永貞》 飾 馬永貞
- 1986年：《西施》 飾 夫差
- 1987年：《滿清十三皇朝》 飾 康熙帝
- 1988年：《英雄的童話》(電視電影) 飾 許延宗
- 1988年：《歷代奇女子》
- 1988年：《賭徒》
- 1988年：《大宦官》 飾 田忠良
- 1988年：《心靈兇手》(電視電影) 飾 勞啟章
- 1995年：《新包青天之梅花盜》 飾 辛僑商
- 2001年：《8號巴士站站情》 飾 袁朗
- 2002年：《吉祥任務》 飾 任宣
- 2003年：《法内情2002》
- 2003年：《萬家燈火》 飾 鄧日東
- 2003年：《女侠丁叮噹》 飾 袁嘯天
- 2003年：《暴風刑警》
- 2004年：《子是故人來》 飾 劉華
- 2004年：《媽媽我真的愛你》 飾 何乃松
- 2004年：《異世驚情夢》 飾 王茂元∕田啟東
- 2004年：《我和殭屍有個約會III之永恒國度》 飾 神龍
- 2005年：《爸爸向前走》 飾 田達
- 2005年：《危險人物》之「天水圍倫常慘案」 飾 何志雄
- 2006年：《香港奇案實錄》之「重裝悍匪」 飾 何浩達
- 2006年：《盲俠金魚飛天豬》 飾 段正

#### 無綫電視
- 1989年：《天機》
- 1991年：《我愛玫瑰園》 飾 謝逸松
- 1991年：《出位江湖》 飾 司馬行空
- 1992年：《他來自天堂》 飾 羅錦新
- 1993年：《武尊少林》 飾 連坤
- 1994年：《尋龍劍俠賴布衣》 飾 秦檜 (於1995年播映)
- 1995年：《白髮魔女傳》 飾 鐵飛龍
- 1995年：《神鵰俠侶》 飾 郭靖
- 2009年：《學警狙擊》 飾 司徒超
- 2009年：《絕代商驕》 飾 林忠齊
- 2009年：《畢打自己人》 飾 陳七俠
- 2010年：《鐵馬尋橋》 飾 邱局長
- 2010年：《讀心神探》 飾 洪坤
- 2011年：《點解阿Sir係阿Sir》 飾 何年發
- 2011年：《誰家灶頭無煙火》 飾 馮頂
- 2011年：《不速之約》 飾 江志達
- 2012年：《缺宅男女》 飾 丁海
- 2012年：《飛虎》 飾 展雲超
- 2013年：《女警愛作戰》 飾 司徒威
- 2019年至今：《愛·回家之開心速遞》 飾 雷恭（雷公）
- 2020年：《使徒行者3》飾 大輝哥
- 2020年：《踩過界II》 飾 陳福全
- 2020年：《香港愛情故事》飾 陳漢聲
- 2021年：《我家無難事》飾 田家輝
- 2022年：《青春不要臉》飾 根叔
- 2022年：《金宵大廈2》飾 湯貴祥
- 2022年：《雙生陌生人》飾 高海根
- 2022年：《回歸光影頌: 曙光》飾 雷天（天叔）
- 2022年：《回歸》飾 雷天（天叔）
- 2022年：《法證先鋒V》飾 司徒亮
- 2023年：《法言人》飾 田飛雲

#### 香港電視網絡
- 2015年：《我阿媽係黑玫瑰》 飾 仇先鋒
- 2015年：《惡毒老人同盟》 飾 朱繼星
- 2015年：《夜班》 飾 谷國和叔父

#### 邵氏兄弟
- 2023年：《廉政狙擊》飾 謝宏風

#### 香港電視娛樂-ViuTV
- 2017年：《詭探》

#### 香港電台
- 1978年：《獅子山下》之粉墨登場
- 1994年：《萬戶交響曲》之區長你好！

### 臺灣電視劇集列表

#### 中華電視公司
- 1985年：《一代佳人》飾 杜清風

#### 台灣電視公司
- 1987年：《玫瑰人生》 飾 王明軒

### 電影

#### 1960年代
- 1969年：《保鏢》
- 1969年：《八步追魂》

#### 1970年代
- 1970年：《報仇》
- 1970年：《龍虎鬥》
- 1971年：《三十六殺手》
- 1971年：《無敵鐵沙掌》
- 1971年：《追擊》
- 1971年：《大破白蓮教》
- 1972年：《唐手跆拳道》
- 1972年：《鐵指唐手》
- 1972年：《辣手強徒》
- 1972年：《盲拳》
- 1972年：《神劍魔劍》
- 1972年：《戰北國》
- 1973年：《怪客》
- 1973年：《五雷轟頂》
- 1973年：《龍虎征西》
- 1973年：《男子漢》
- 1974年：《龍蛇混雜》
- 1974年：《至尊寶》
- 1974年：《下南洋》
- 1975年：《龍爭虎鬥精武魂》
- 1975年：《醒目雙星香港淘金記》
- 1975年：《脂粉大煞星》
- 1976年：《酒帘》
- 1976年：《瀛台泣血》
- 1977年：《黃飛鴻四大弟子》 飾 梁寬
- 1977年：《水月門》
- 1977年：《四二六》 飾 張大文
- 1977年：《水滸外傳》
- 1977年：《白馬黑七》
- 1978年：《廣東十虎》
- 1978年：《荷蘭賭人頭》
- 1978年：《老虎田雞（英语：Dirty Tiger, Crazy Frog）》
- 1978年：《密十至尊》
- 1978年：《大路強人》
- 1979年：《龍虎門》
- 1979年：《茅山道人》 飾 包正義
- 1979年：《街市英雄》飾 洪熙官
- 1979年：《豬肉榮》

#### 1980年代
- 1980年：《萬人斬》
- 1980年：《黃飛鴻與鬼腳七》
- 1980年：《無翼蝙蝠》
- 1980年：《連城訣》 飾 丁典
- 1980年：《插翅難飛》
- 1980年：《徐老虎與白寡婦》 飾 李振彪
- 1980年：《英雄無淚》 飾 司馬超群
- 1981年：《飛屍》
- 1981年：《陸小鳳之決戰前後》 飾 葉孤城
- 1981年：《血鸚鵡》
- 1981年：《目無王法》
- 1981年：《猛龍福星》
- 1981年：《書劍恩仇錄》 飾 乾隆
- 1981年：《千門八將》
- 1982年：《大旗英雄傳》
- 1982年：《大雄幫主》
- 1982年：《東方飛雄》
- 1982年：《龍斌報仇》
- 1982年：《幫規》
- 1983年：《少林傳人》
- 1983年：《老鷹的劍》
- 1983年：《清宮啟示錄》 飾 年羹堯
- 1983年：《神通術與小霸王》 飾 曹操
- 1983年：《水晶人》
- 1983年：《六指琴魔》
- 1983年：《武林聖火令》 飾 谷半怪
- 1983年：《三闖少林》 飾 喬一多
- 1983年：《暗渠》
- 1984年：《錦衣衛》
- 1984年：《游俠情》
- 1985年：《霹靂十傑》
- 1985年：《少年蘇乞兒》
- 1985年：《江湖了斷》
- 1985年：《龍譚大鱷》
- 1985年：《夏日福星》
- 1986年：《凶咒》
- 1986年：《師姐撞邪》
- 1989年：《鐵膽雄風》
- 1989年：《西雅圖大屠殺》

#### 1990年代
- 1990年：《富貴兵團》
- 1990年：《浪漫殺手自由人》
- 1991年：《衝擊天子門生》
- 1991年：《破繭急先鋒》
- 1992年：《執法威龍》
- 1993年：《火種》
- 1994年：《流根大狀》
- 1996年：《悍匪》

#### 2000年代
- 2000年：《毒灰》
- 2000年：《血洗奪命錢》
- 2004年：《這個阿爸真爆炸》
- 2004年：《笑太極》
- 2005年：《七劍》
- 2007年：《藏龍》
- 2009年：《明媚時光》

#### 2010年代
- 2015年：《王家欣》

## 獎項
- 1977年：華僑晚報主辦《十大影劇電視明星頒獎禮》獲「十大電視明星金球獎」[11]
- 2021年：《萬千星輝頒獎典禮2020》「最佳男配角」-《香港愛情故事》「陳漢聲」

## 相關
- 香港電影資料館 - 白彪[永久]
- 香港影庫 - 白彪 （页面存档备份，存于）
- 1987玫瑰人生-Youtube （页面存档备份，存于）